# Oenanthe oenanthe
La collalba gris (Oenanthe oenanthe) es una especie de ave paseriforme de la familia Muscicapidae propia del Holártico y África. La collalba gris es una especie insectívora migratoria que cría en Eurasia, América del Norte y el noroeste de África, y pasa el invierno en el África subsahariana.

## Descripción

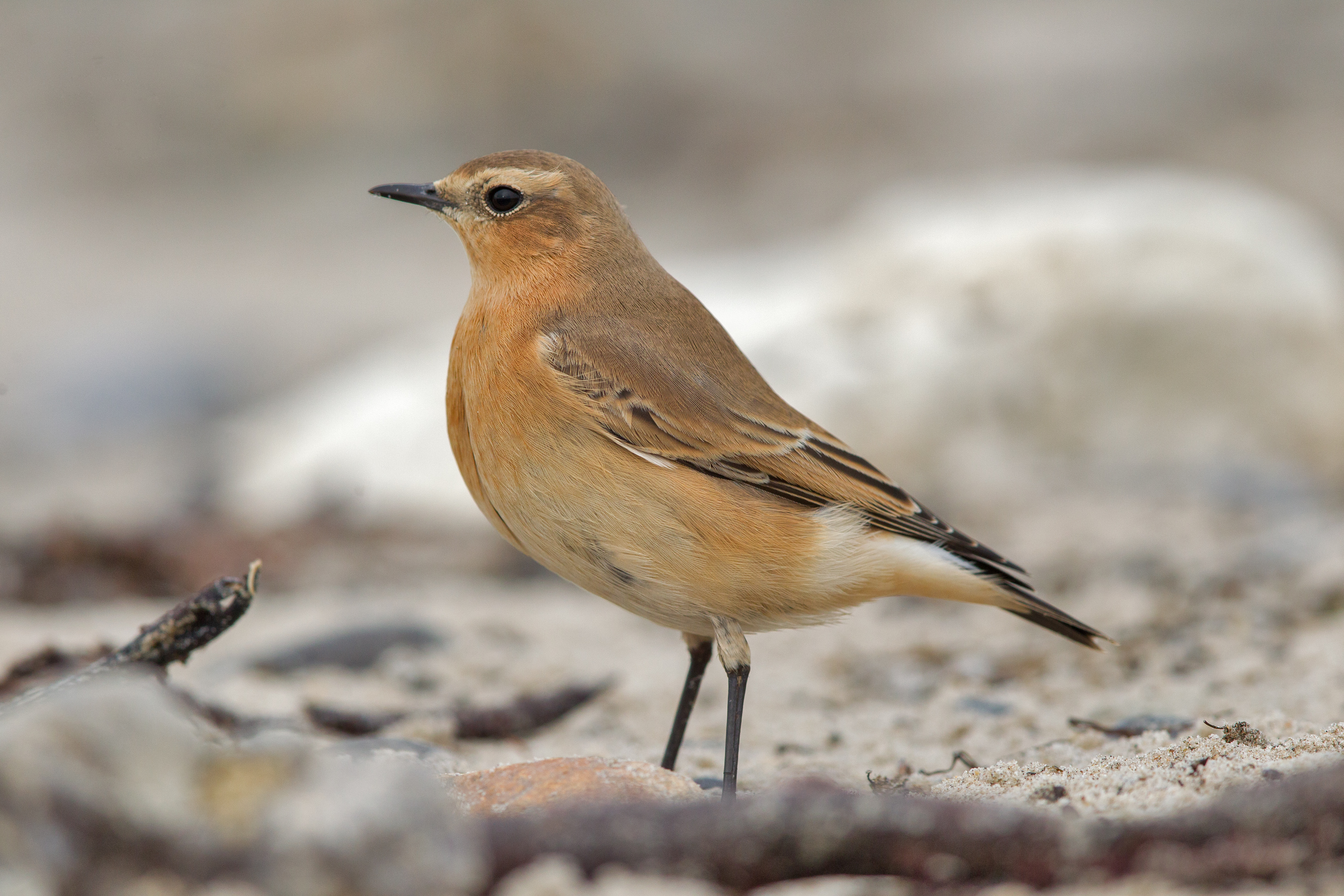
Hembra.

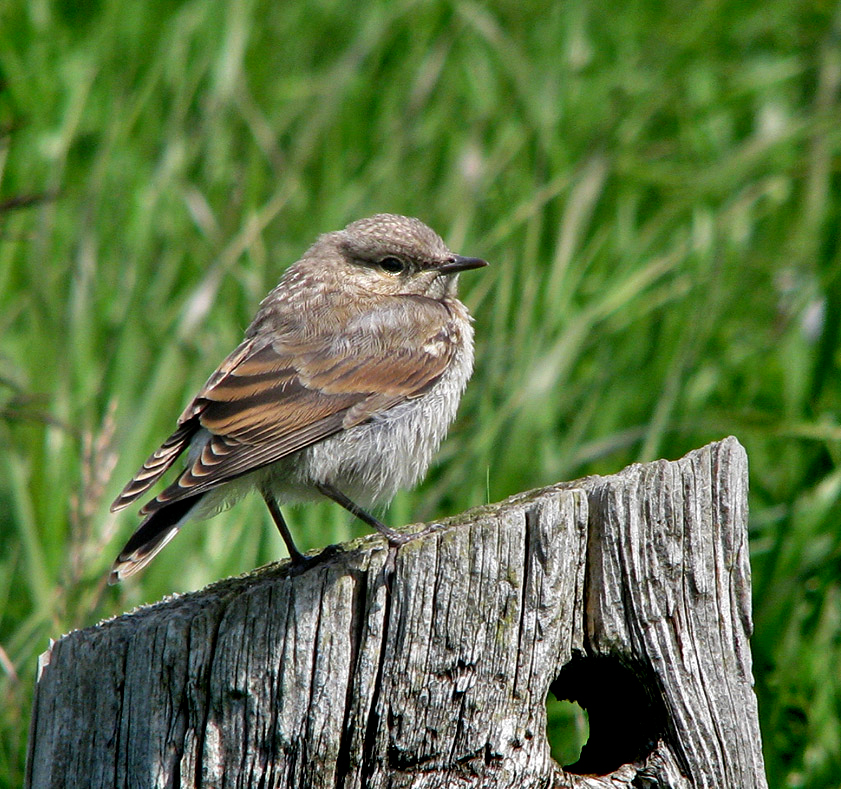
Juvenil de collalba gris.

La collalba gris mide 14,5-16 cm de largo, es mayor que el petirrojo europeo. Ambos sexos tienen el obispillo y la cola blancos, con un patrón en forma de «T» invertida en el final de la cola. El macho en verano tiene de color gris las partes dorsales, la garganta anteada y las alas y la máscara en la cara negras. En otoño se parece a la hembra excepto por sus alas negras. La hembra es de color castaño claro en el dorso y anteado por abajo con alas castaño más oscuro. El macho tiene un canto es un silbido chasqueado, y la llamada es un típico sonido tipo «chack».

## Taxonomía
La collalba gris fue descrita científicamente en 1758 por Linneo, en la décima edición de su obra Systema naturæ, con el nombre de Motacilla oenanthe. Posteriormente fue trasladada al género Oenanthe. Como toda la subfamilia Saxicolinae anteriormente se clasificaba en familia Turdidae, con los zorzales, pero ahora se clasifica en la familia Muscicapidae.
En la actualidad se reconocen cuatro subespecies:
- O. o. leucorhoa - se encuentra en el este de Canadá, Groenlandia e Islandia;
- O. o. oenanthe - se extiende por el norte de Eurasia y noroeste de Norteamérica;
- O. o. libanotica - se extiende por el sur de Europa y el sur del Asia holártica;
- O. o. seebohmi - se localiza en el noroeste de África.

### Etimología
El nombre Oenanthe, que también es el de un género de plantas apiáceas, como el felandro, deriva del griego ainos "vino" y anthos "flor", por el olor avinado de la flor (ver en A Modern herbal). En el caso de las Collalbas se refiere al hecho de que estas aves regresan a Grecia en la primavera justo cuando las vides florecen (ver en eNature).

## Distribución
La collalba gris es un pájaro migratorio que cría en campos abiertos pedregosos en Europa y Asia, así como en el norte de América del Norte, desde Groenlandia a Alaska, y el noroeste de África. Todas las poblaciones pasan el invierno en el África subsahariana. La collalba gris es el miembro más ampliamente distribuido del género Oenanthe.

## Estado de conservación
La collalba gris tiene un área de distribución extensa, estimada en 2,3 millones de kilómetros cuadrados, y una población mundial grande estimada en 2,9 millones de individuos. La especie no está amenazada y está catalogada como de preocupación menor.

## Comportamiento

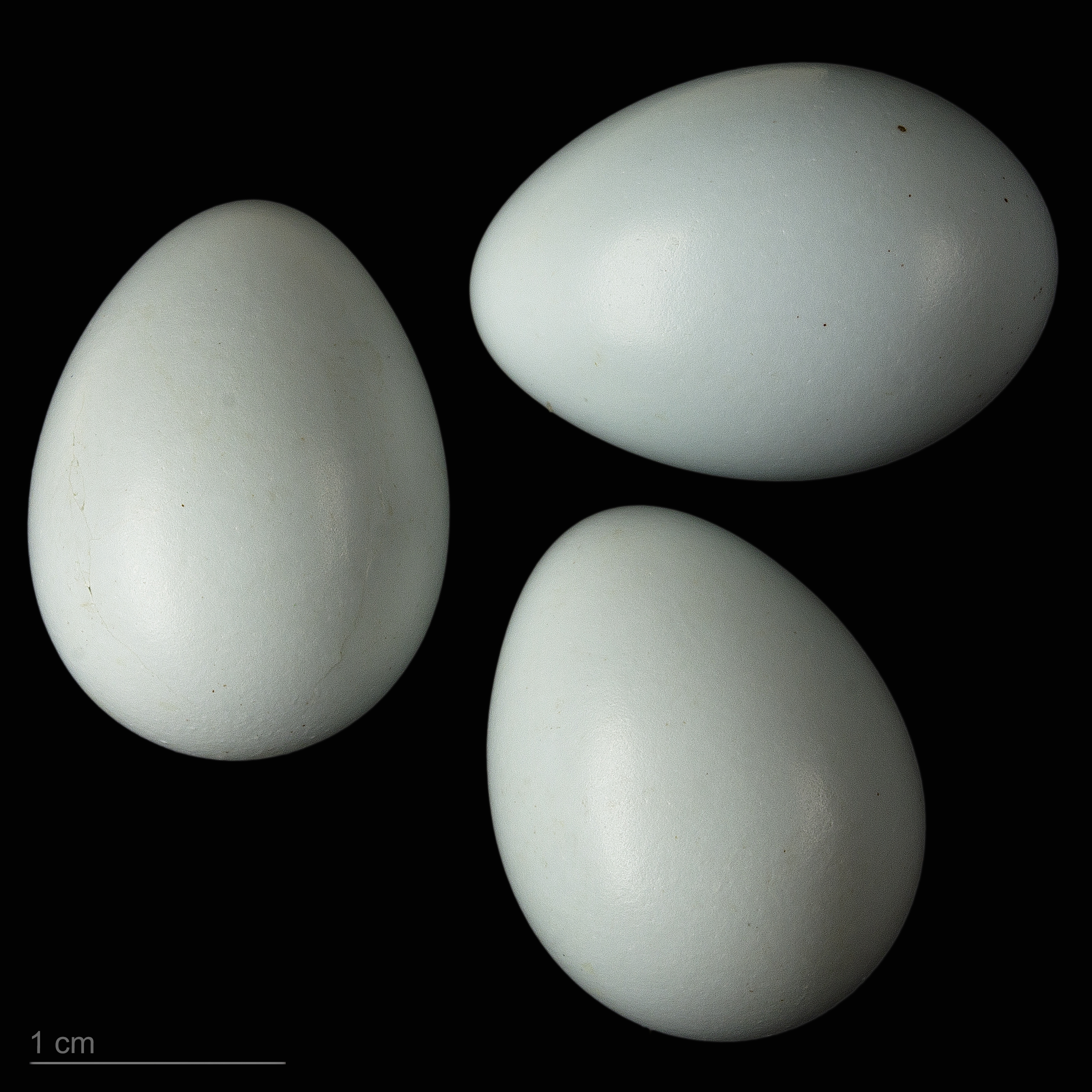
Oenanthe oenanthe oenanthe - MHNT

La collalba gris es una especie insectívora.
Anida en huecos entre las rocas o en madrigueras de conejos.